# Хашба, Инна Мушниевна
Инна (Инесса) Мушниевна Хашба (26 января 1938, Сухуми, Абхазская АССР — 15 июля 1967, Сухуми, Абхазская АССР) — первая абхазка-музыковед, этномузыковед, историк музыки, этнограф.

## Биография

### Обучение
Из семьи писателя, государственного и общественного деятеля Мушни Хашба. После окончания Сухумской средней школы № 7 и Сухумского государственного музыкального училища поступила в Тбилисский государственный университет по специальности «кавказские языки».
В 1960 г., после окончания университета начала работать младшим научным сотрудником Абхазского института языка, литературы и истории им. Д. И. Гулиа (ныне Абхазский институт гуманитарных исследований им. Д. И. Гулиа АН Абхазии). (1960—1967)
Пройдя полный курс аспирантуры под научным руководством проф. В. А. Гвахария, в 1966 г. защитила диссертацию на соискание ученой степени кандидата исторических наук.
В 1962 году И. М. Хашба была командирована в г. Тбилиси, в отдел этнографии Института истории им. И. А. Джавахишвили АН ГССР, где по этнографии ее консультировал академик АН ГССР Г. С. Читая, а в 1963 году начала заниматься по общему музыкознанию и музыкально-теоретическим дисциплинам у проф. В. А. Гвахария, под руководством которого за короткий срок прошла курс консерватории и аспирантуры, блестяще сдала кандидатский минимум по теории музыки. Важное значение имела ее работа в Ленинградском Институте театра, музыки и кинематографии, где ее консультировали известные музыкальные деятели — зав. сектором инструментоведения К. А. Вертков, Л. М. Кутателадзе, Э. Э. Язовицкая.

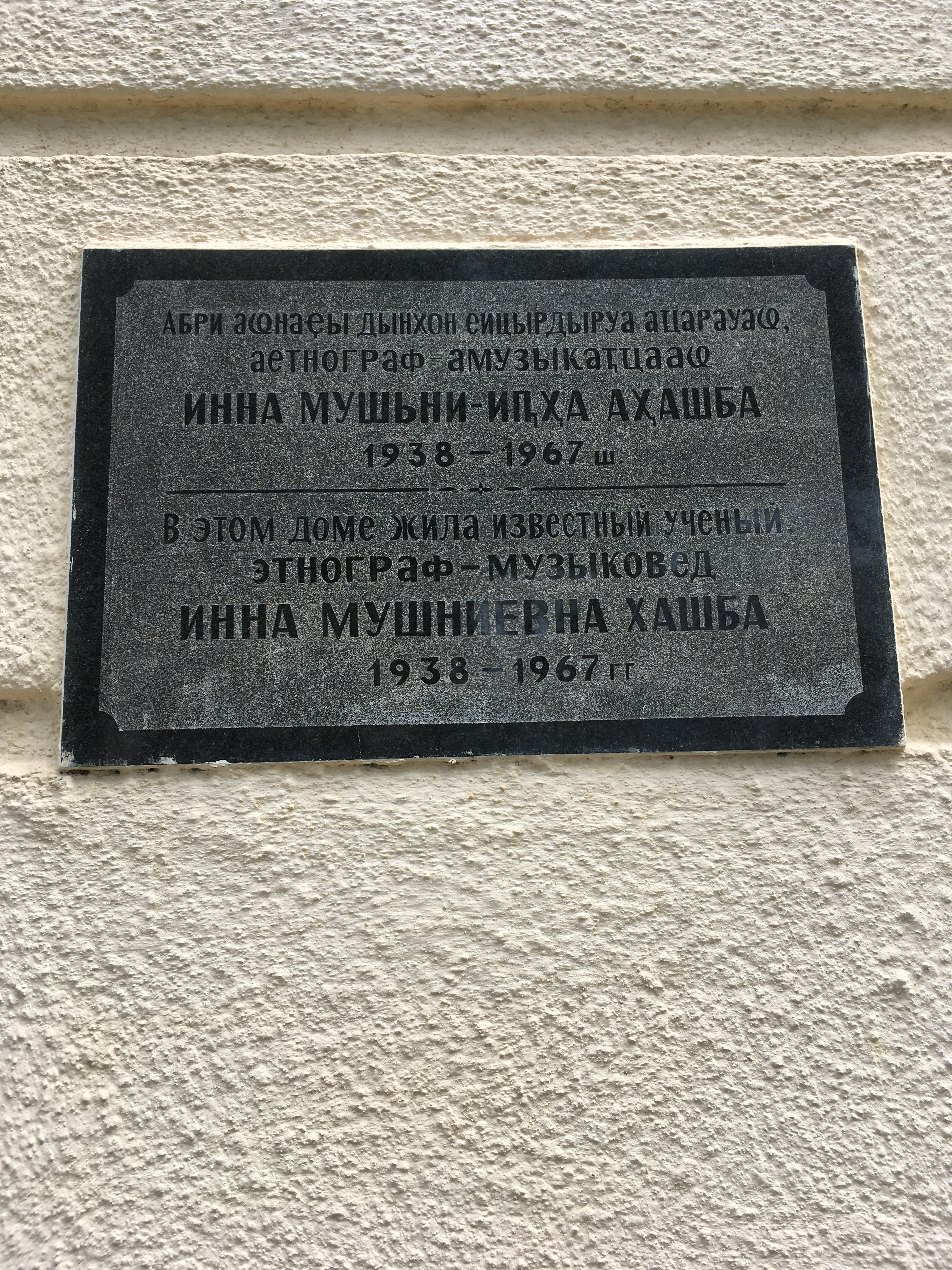

В музеях Ленинграда и Москвы она изучила хранящиеся там абхазские музыкальные инструменты, всесторонне и с большой точностью описала их, подвергла спектральному анализу извлекаемые из них звуки, собрала сведения об изготовлении инструментов, их функциях и значении в этнографическом быту и вообще в жизни абхазского народа, с помощью выявленных ею же народных сказителей и исполнителей описала технику исполнения, составила список народной терминологии, таблицу последования звуков в порядке высоты, карту распространения инструментов и т. д. В

## Научная деятельность
Научная деятельность продолжалась всего семь лет, но за этот короткий промежуток времени она успела сделать многое.
Каждый год совершала научные экспедиции, собрала уникальный материал.
В течение ряда лет принимала участие в международных всесоюзных, республиканских научных конгрессах, симпозиумах, сессиях, конференциях, опубликовала ряд интересных работ: «Абхазский народный музыкальный инструмент апхьярца», «Редкая этнографическая находка», «Рост музыкальной культуры абхазов за годы Советской власти» и др.
В 1967 вышла в свет монография — «Абхазские народные музыкальные инструменты», широко освещающая вопросы генезиса и историю развития древнеабхазских музыкальных инструментария, дающая тщательное описание струнных, духовных и ударных инструментов и наигрышей, а также спектральный анализ звуков и созвучий, извлекаемых на них с иллюстрацией и приложением.

Обращалась к национальным музыкальным инструментам черкесов, кабардинцев, карачаевцев, адыгейцев, грузин, осетин и других народов. 
«В процессе сравнительного изучения абхазских музыкальных инструментов с подобными же инструментами адыгских племен, наблюдается их сходство как внешнее, так и функциональное, подтверждающее генетическое родство этих народов. Такое сходство муз. инструментария абхазов и адыгов дает основание полагать, что они или хотя бы их прототипы возникли в очень давнее время, по крайней мере, ещё до дифференциации абхазско-адыгского народов. Первоначальное же назначение, к-рое они по сей день пережиточно сохранили в памяти, подтверждает эту мысль». 
Еe монография получила высокую оценку учёных с мировым именем: Верткова К. А. (СССР), Даниелу Алена (Франция), Эмсхаймера Э. (Швеция), Штоккмана Э. (Германия) и др. Нар. поэт Абх. Б. Шинкуба посвятил ей стих «Ақәрахьымӡа».
Ей удалось добыть новые интересные сведения о некоторых ярких исполнителях абхазских традиционных народных песен и импровизаций: Жане Ачба, Соуфыдж Шинкуба, Баалоу Шардын, Кастей Арстаа и других.

## Сфера научных интересов
История и этнография народов Северного и Южного Кавказа, история и этнография абхазов; этномузыкология; история абхазских народных музыкальных инструментов, история и развитие народного музыкального искусства абхазов.

## Критика
Профессор Е. Эмсхеймер назвал монографию Инны Хашба «ценной, полной знаний публикацией». 
«Она работала хорошо и с научной точностью». Е. Эмсхеймер
А главный редактор атласа «Музыкальные инструменты народов мира», немецкий ученый Э. Штоккман отмечал: 
«Труд молодого и талантливого ученого И. Хашба представляет ценный вклад в изучение музыкальной культуры не только народов Кавказа, но и в мировое искусствоведение».

## Избранные сочинения
Абхазские народные музыкальные инструменты. Сухуми, 1967 (2-е изд.: Сухуми, 1979);
Абхазские народные музыкальные инструменты. Сухуми: Алашара, 1979. 240 с.;
Духовые и ударные инструменты абхазов // Алашара, № 4, 1965 (абх. яз.);
Рост музыкальной культуры абхазов за годы советской власти // Под знаменем Октября. Сухуми, 1968;
Народные инструменты абхазов // Абхазы. М., 2007.
Абхазский народный музыкальный инструмент «апхьарца» // Труды Абхазского института языка, литературы и истории им. Д. И. Гулиа АН ГССР. Вып. 33-34. Сухуми, 1963. С. 334—343;
Народные музыкальные инструменты // Абхазы. М.: Наука, 2012. С. 415—424;
Исследование и материалы. Из научного наследия. Сухум: Алашара, 2016. 504 с.